# Margot Greub-Hirsch
Marguerite «Margot» Greub-Hirsch (* 23. September 1918 in La Chaux-de-Fonds; † 23. November 2003 ebenda) war eine Schweizer Politikerin (PdA).

## Biografie

### Herkunft, Bildung, Beruf
Greub-Hirsch wurde als Tochter eines Industriellen geboren und entschied sich zu einer Ausbildung als Sekretärin. Bei ihrer Kandidatur für den Grossen Rat in Neuenburg wurde ihr Beruf als Hausfrau («ménagère») angegeben.

### Politik
1945 trat sie in die PdA Neuenburg ein und setzte sich als überzeugte Feministin für die Einführung des Frauenstimmrechts ein, was 1959 – zumindest auf kantonaler Ebene – der Fall war. 1960 wurde sie in das Gemeindeparlament in La Chaux-de-Fonds gewählt. 1962 wurde sie die erste Frau in der Schweiz, die ein Parlament präsidierte.
Ihre Wahl wurde von den Medien in der ganzen Schweiz – zum Teil sexistisch konnotiert – kommentiert.  Ein Journalist der Feuille d'Avis de Lausanne bemerkte, dass sie als politisch engagierte Frau «einige Koketterien» opfern müsse, nicht in Bezug auf Make up oder Kleidung, denn eine «hübsche Abgeordnete» oder eine «charmante Stadträtin»  verleihe Festumzügen und Sitzungen eine sympathische Note. Allerdings sei das von den Frauen am besten gehütete Geheimnis, nämlich ihr Alter, bekannt. Sie war bei der Wahl 43 Jahre alt. Die französischsprachige Gewerkschaftszeitung des Gewerkschaft Verkauf Handel Transport Lebensmittel (VHTL) hingegen lobte den Entscheid des Parlamentes von La-Chaux-Fonds ausdrücklich. Auch der Kommentator des L'Impartial lobte das Tempo der Neugewählten in seinem Kommentar und stellte fest, dass sie sich von den Männern im Saal und ihren «Tricks» nicht aus der Ruhe bringen liess.
Sie verblieb bis gegen Ende der 1970er-Jahre im Parlament und trat später als Schöffe («Juré») in Erscheinung.
1961 wurde sie in den Grossen Rat des Kantons gewählt, als erste von vier Frauen. 1973 schaffte sie die Wiederwahl nicht mehr, aber war erster Ersatz. 1977 trat sie nicht mehr zur Wahl an.
1971 kandidierte sie für den Ständerat, wobei die PdA mit zwei Kandidaten antrat. Sie landete auf dem letzten Platz und die PdA zog ihre beiden Kandidaturen für den zweiten Wahlgang zurück.
Ihre Fiche umfasste 30 Seiten.

### Familie
Sie hatte drei Kinder. Ihre Tochter Hélène Grand-Greub war von 1974 bis 1983, sowie 1998 bis 2007 Grossrätin im Kanton Waadt, sowie von 1990 bis 2002 im Gemeindeparlament und von 2002 bis 2006 in der Exekutive von Yverdon-les-Bains. Sie starb 2024.